# 差別接觸理論
差別接觸理論（英語：Differential Association Theory，又稱異質接觸理論、異質交往理論）是犯罪學理論之一，由美國犯罪學家愛德文·蘇哲蘭於1939年的《犯罪學原理》（三版）中首次提出；萨瑟兰生前最後一次關於差別接觸理論的修改是在1947年的《犯罪學原理》四版。本書於蘇哲蘭1950年過世後，首先由Donald R. Cressey、接著由David F. Luckenbill續作，一直到1992年的第11版，但差別接觸理論一節都維持萨瑟兰的原文沒有修改，續作者只是在該節的開頭加了對歷來各種誤解和新研究的回應。所以今日若要研究此理論，找不到1947的書，也可以直接取用1992年的書。
差別接觸理論是二十世紀美國犯罪學的犯罪原因理論三大學說之一（其他两者是社會控制理論和紧张理论）。
蘇哲蘭是美國犯罪學芝加哥學派的早期代表人物，其理論受到同校社會學家暨社會心理學家米德所提出符號互動理論（又稱：象徵互動理論、形象互動理論）的影響，因此差別接觸理論與後來1960年代社會心理學上興起的的社會學習理論極為相像。

## 主要內容
差別接觸理論的核心內容在於：每個人對外在經驗連結（association）的方式不同，當習得在特定情境中傾向犯罪的「定義」多於不犯罪的「定義」時，便較可能在此情境中做出犯罪行為。主要可以析釋為以下幾點：
1. 犯罪行為是學習來的。
2. 犯罪行為和其他任何行為的學習機制相同。
3. 學習發生在與他人的互動過程中。
4. 大多數的學習發生在個人親近的親人、朋友互動中。
5. 各種接觸因頻率、持久性、優先性與對個人的意義不同，致學習的強度不同。
6. 犯罪行為的學習包括犯罪技巧、動機、合理化思考、態度（傾向犯罪 vs. 反犯罪）等等。
7. 犯罪的動機和驅力來自於個人學習到對法律和犯罪好壞的「定義」（英語：definitions）多寡而得（定義，亦即學習到的觀念：「在這種情況下這個行為是好的／OK的／不OK的／錯的」）。
8. 若個人學習到支持違法的「定義」多過反對違法的「定義」，就會有較高犯罪可能。

## 批評
1. 差別接觸理論雖然可以解釋「近朱者赤，近墨者黑」，但經常與犯罪人接觸的職業，例如警察、法官、檢察官、獄政人員，絕大多數卻沒有因為增加接觸而犯罪。因為該職業經常面對犯罪人因犯罪被處罰而對於違反法律有所警惕，在反違法的學習層面有正增強效果，也就解釋了「出淤泥而不染，濁清蓮而不妖」的現象。
2. 違法行為並不只是存在於與偏差或犯罪行為者接觸並學習後才發生。
3. 該理論無法解釋生活在同一區域中，有些人犯罪，有些人卻沒有犯罪。
4. 「第一個犯罪導師」如何而來？許多犯罪行為是在一種自然而突發情況下發生，事前並無任何學習。例如義憤殺人的情況。

## 預測犯罪的效力
儘管有上述的批評，差別接觸理論仍被後續研究證實，與緊張理論（社會學上失範理論的犯罪學版本）和社會控制理論相較，是三者中最具有犯罪預測效力的理論，並且也是三者中最能作為犯人矯治計畫之指導原則的理論。
Akers & Cochran (1985) 以美國中西部的中學學生為目標群體（有效樣本N = 3,065），調查了失範理論、社會控制理論以及社會學習理論（差別接觸理論的社會心理學版本）各自對大麻吸食的預測效力（R 2）。結果：
1. 根據失範理論的所設的變項，加總只能解釋大麻吸食變異性的3%。
2. 根據社會控制理論所設的變項，加總能解釋大麻吸食變異性的不到30%。
3. 根據社會學習理論所設的變項，加總能解釋大麻吸食變異性的68%。

## 影響
差別接觸理論是20世紀美国犯罪学中最重要的三种理论之一（其他两种理论是紧张理论和社会控制理论），引起了很多有关同儕團體问题的研究。
加拿大當代的犯罪心理學權威著作如此評價苏哲兰的差別接觸理論：「這個人提出了曾是犯罪心理學史上最有力的理論，但也正是這個人，促成了主流犯罪學走上反心理學的社會學派。」

## 註腳
1. ↑  Sutherland, Edwin H.  3rd ed. 1939.
本書第1版書名為《犯罪學》(Criminology, 1924)
2. ↑  Sutherland, Edwin H.  4th ed. 1947.
3. ↑  Sutherland, Edwin H.; Cressey, Donald R.; Luckenbill, David F.  11th ed. 1992  [2015-09-11]. ISBN 978-0930390693. （原始内容存档于2019-08-19）.
4. 1 2  Andrews, Donald Authur; Bonta, James. .  5th Ed. Amsterdam, Boston et al.: Anderson Publishing, Lexis Nexis. 2010. ISBN 978-1-4224-6329-1 （英语）.
5. ↑  Akers, Ronald; Cochran, John. . Deviant Behavior. 1985, 6: 323–346.
6. ↑  《理论犯罪学(从现代到后现代)》，（英）莫里森，译者：刘仁文，ISBN 978-7-5036-4982-0，P142，2004-9-1，法律出版社